# Ato de Violência
Ato de Violência é um filme brasileiro dirigido por Eduardo Escorel de 1980.

## Enredo
Em liberdade condicional, após ter cumprido um terço da pena a que fora condenado, Antonio volta a cometer um crime quase idêntico ao primeiro: num pequeno apartamento, no centro de São Paulo, estrangula e esquarteja uma mulher. Seu companheiro de apartamento encontra a mala com os despojos na sacada do prédio e comunica o fato à polícia.
Preso em Caxias, após quinze dias de fuga, Antonio admite ter cometido o crime, assim como fizera da primeira vez, mas não dá nenhum motivo para seu ato. Ninguém levanta suspeitas quanto à sanidade mental de Antonio depois que ele comete o primeiro crime. Antes de sua condenação, ninguém cogita submetê-lo a exames psiquiátricos. Na prisão, tem sempre excelente comportamento - trabalha na seção administrativa recebendo elogios pelos serviços prestados; conclui o Curso de Madureza transmitido pela TV Educativa, é submetido a exame psiquiátrico que atesta não ser um psicótico nem um psicopata. 
Ainda na prisão, casa-se com uma moça que já conhecia na época do primeiro crime. Durante um ano, o casal passa os fins de semana junto no Instituto Penal Agrícola onde Antonio cumpre seu último ano de pena em regime de prisão semi-aberta. Tendo conseguido duas comutações que reduziram sua pena para quatorze anos, sendo primário submetido a exame psiquiátrico, cujo laudo do Instituto de Biotipologia Criminal considera cessada sua periculosidade, e cumprido metade do total de sua pena, Antonio pleitea e obtém o livramento condicional. Vive um ano com a mulher no subúrbio de São Paulo, mas tem muita dificuldade para conseguir emprego.
O casal acaba se separando. Dois anos e meio depois, voltando uma noite para casa, Antonio encontra Teresa, uma prostituta. Os dois vão para o apartamento de Antonio onde Teresa é morta. Preso, declara, diante dos repórteres, não saber porque matou as duas mulheres.

## Elenco
| Ator               | Personagem          |
| ------------------ | ------------------- |
| Nuno Leal Maia     | Antônio             |
| Selma Egrei        | Tânia               |
| Liana Duval        | Nadir               |
| Eduardo Abbas      | Inácio              |
| Renato Consorte    | Manuel              |
| Antonio Petrin     | Ermínio             |
| Liza Vieira        | Janina              |
| Miriam Mehler      | Psicologa           |
| Chico Martins      | Advogado de Defesa  |
| Luiz Serra         | Waldemar            |
| Ruthinéa de Moraes | Mulher de Waldemar  |
| Abrahão Farc       | Diretor do Presídio |
| Sebastião Campos   | Juiz                |
| Guilherme Correa   | Mário               |
| Paixão de Jesus    | Angela              |